# Asura guntheri
Asura guntheri är en fjärilsart som beskrevs av Embrik Strand 1912. Asura guntheri ingår i släktet Asura och familjen björnspinnare. Inga underarter finns listade i Catalogue of Life.